# Prosperity (A497)
Prosperity (A497) je hlídková loď třídy Emer, postavená pro irské námořnictvo jako LÉ Emer (P21). Po svém vyřazení ze služby v roce 2013 byla loď prodána do Nigérie. Nigerijské námořnictvo ji do služby zařadilo 19. února 2015 pod novým jménem Prosperity.

## Stavba
Plavidlo postavila irská loděnice Verlome Dockyard v Corku.

## Konstrukce
Elektroniku tvořily radary Kelvin Hughes Mk.IV, Decca 1230 a sonar simrad. Výzbroj tvořil jeden 40mm kanón Bofors a dva 20mm kanóny Rheinmetall Rh 202. Osobní zbraně posádky tvořily pistole ráže 9 mm a kulomety ráže 7,62 mm. Pohonný systém tvořily dva diesely SEMT-Pielstick 6PA6 L280 o výkonu 48 000 hp. Lodní šrouby byl jeden. Nejvyšší rychlost dosahovala 17 uzlů. Dosah byl 6750 námořních mil při rychlosti 12 uzlů.

## Operační služba
Emer roku 1979 zásoboval irské jednotky nasazené v rámci mise OSN v Libanonu UNIFIL. Stal se tak první irskou válečnou lodí nasazenou v zahraničí.